# Kosmos 2084
Kosmos 2084, sovjetski satelit sustava upozorenja o raketnom napadu iz programa Kosmos. Vrste je Oko (US-K; Oko br. 6052).
Lansiran je 21. lipnja 1990. godine u 20:45 s kozmodroma Pljesecka, s mjesta 43/3. Lansiran je u pogrešnu, nisku orbitu oko planeta Zemlje raketom nosačem Molnija-M 8K78M Blok 2BL. Nije bilo komunikacije sa satelitom. Orbita mu je 582 km u perigeju i 758 km u apogeju. Orbitna inklinacija mu je 62,81°. Spacetrackov kataloški broj je 20663. COSPARova oznaka je 1990-055A. Zemlju obilazi u 98,15 minuta. Bio je mase 1800 kg.
Blok 2BL ostao je kružiti u niskoj orbiti, a dva dijela su se vratila u atmosferu.

## Vanjske poveznice
- N2YO.com Search Satellite Database (engl.)
- Celes Trak SATCAT Format Documentation (engl.)